# Parigi-Camembert 1984
La Parigi-Camembert 1984, quarantacinquesima edizione della corsa e valida come evento del circuito UCI categoria CB1.1, si svolse il 24 aprile 1984. Fu vinta dal francese Hubert Linard, in 5h46'52".

## Ordine d'arrivo (Top 10)
| Pos. | Corridore             | Squadra       | Tempo    |
| ---- | --------------------- | ------------- | -------- |
| 1    | Hubert Linard         | Peugeot-Shell | 5h46'52" |
| 2    | Kim Andersen          | Coop-Hoonved  |          |
| 3    | Bruno Cornillet       | La Vie Claire |          |
| 4    | Christian Levavasseur | La Redoute    |          |
| 5    | Patrice Thévenard     | U.N.C.P.      |          |
| 6    | Marc Durant           | Système U     |          |
| 7    | Sean Yates            | Peugeot-Shell |          |
| 8    | Yves Godimus          | Fangio-Marc   |          |
| 9    | Frédéric Vichot       | Skil-Reydel   |          |
| 10   | Bernard Vallet        | La Vie Claire |          |